# جواز سفر جورجي
تصدر جوازات السفر الجورجية لمواطني جورجيا لتسهيل السفر الدولي.

## متطلبات التأشيرة
اعتبارًا من 5 أكتوبر 2021 كان المواطنون الجورجيون يتمتعون بدخول 115 دولة وإقليم بدون تأشيرة أو تأشيرة عند الوصول، مما جعل جواز السفر الجورجي يحتل المرتبة 50 من حيث حرية السفر وفقًا مؤشر هينلي لجوازات السفر.

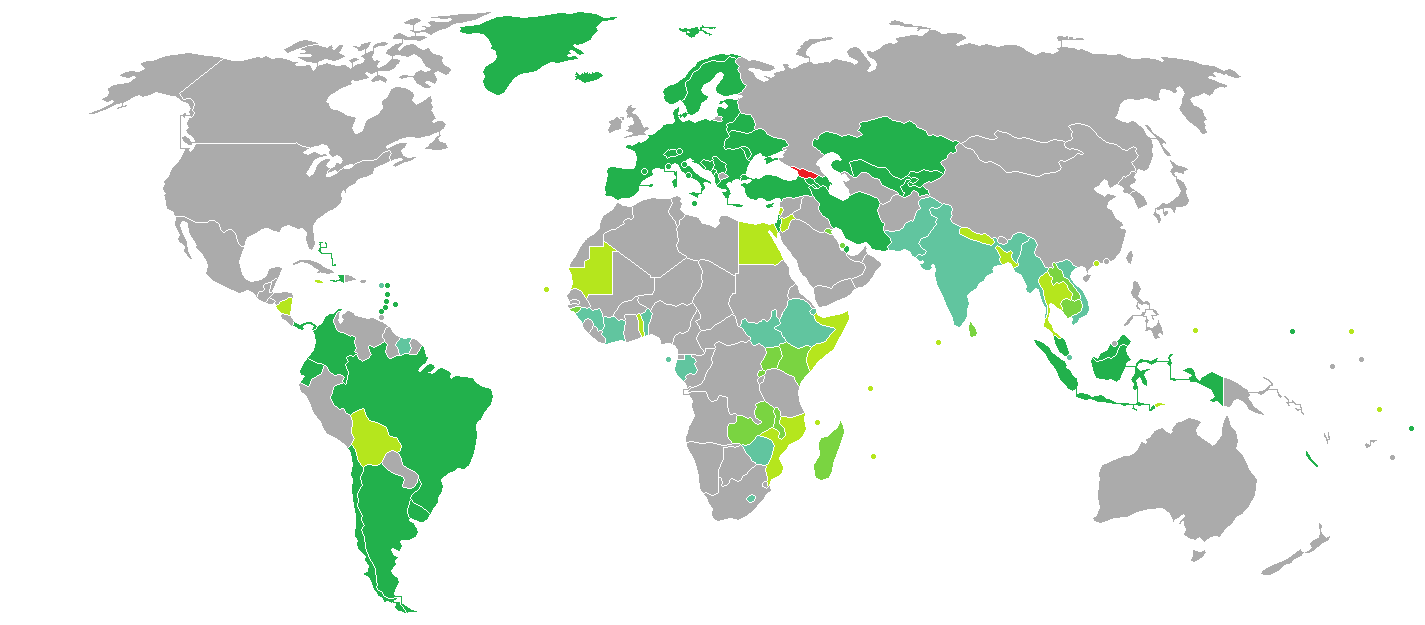
البلدان والأقاليم التي لا تفرض تأشيرة أو تطلب تأشيرة دخول عند الوصول للجهة، لحاملي جوازات السفر الجورجية العادية.